# Gubernia podolska

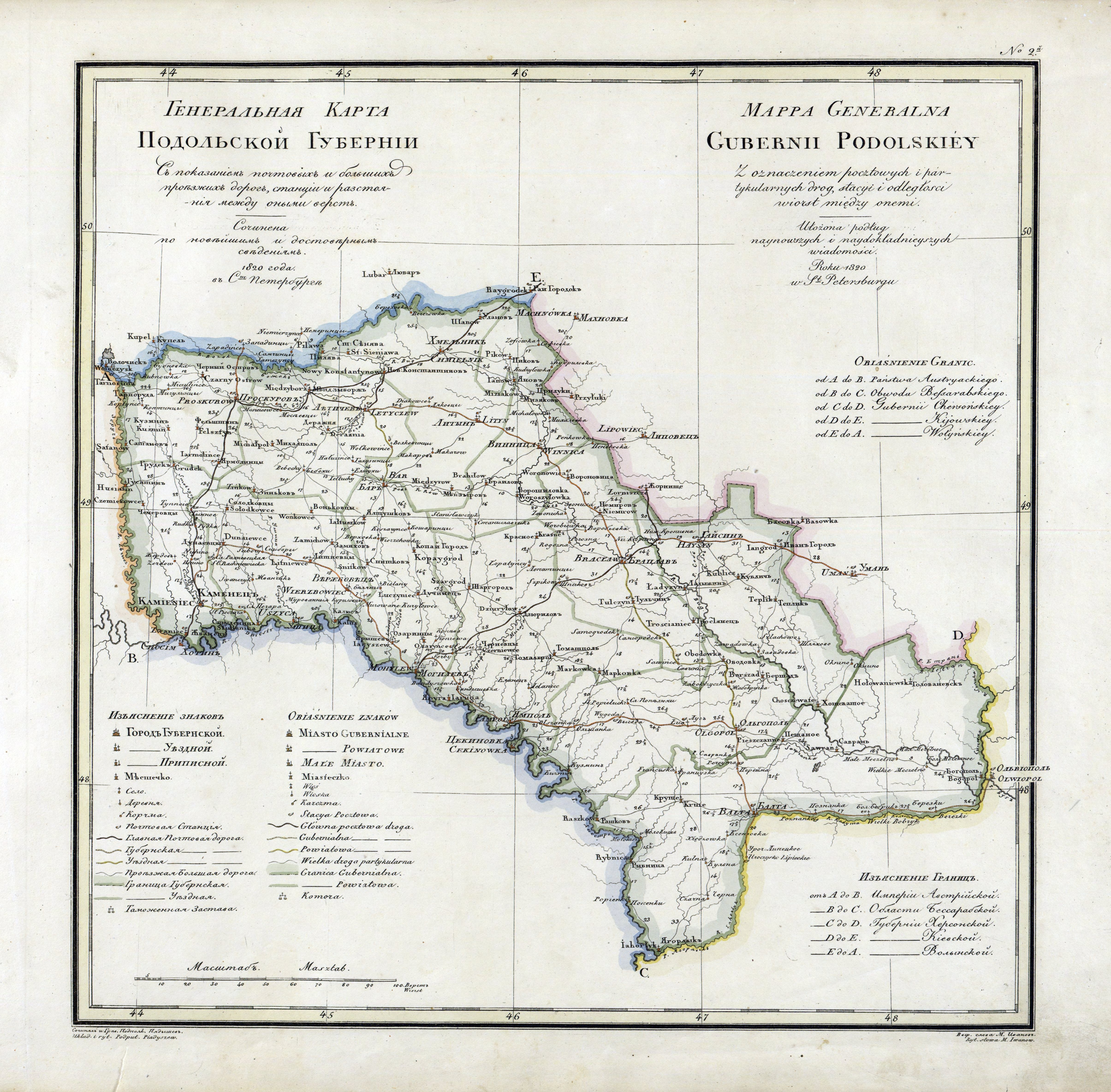
Mapa guberni podolskiej 1820

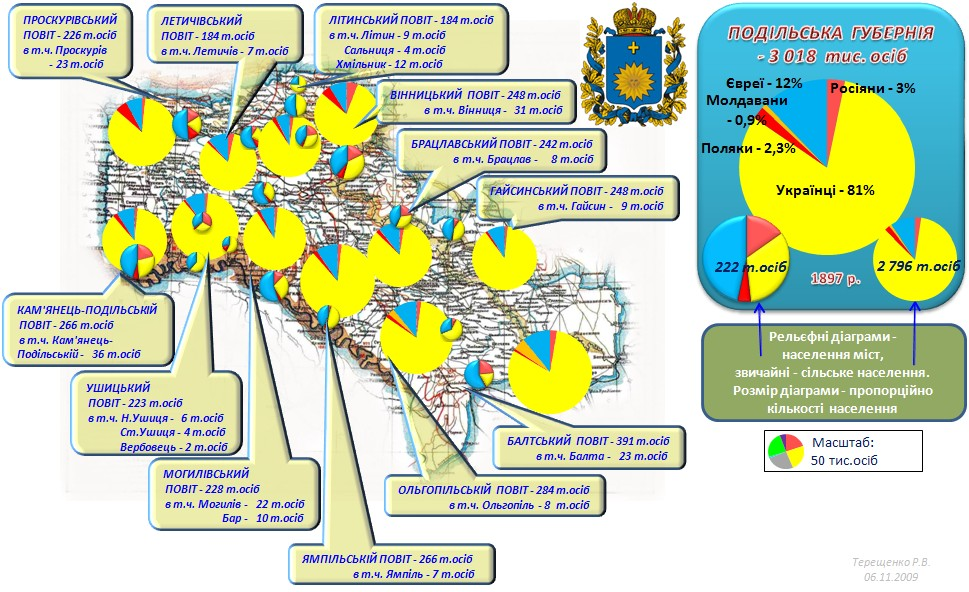
Mapa etnograficzna guberni podolskiej według spisu 1897

Gubernia podolska (ros. Подольская губерния) – gubernia Imperium Rosyjskiego w latach 1793–1917 i jednostka terytorialna Ukraińskiej Republiki Ludowej 1918–1920 i USRR 1920–1923. Położona na południowo-zachodnim krańcu imperium, graniczącym z Galicją i Bukowiną i miała obszar ok. 42 000 km². Centrum administracyjnym był Kamieniec Podolski, w USRR w latach 1921–1923 – Winnica. W latach 1819–1830 gubernia podolska pozostawała pod naczelnym zarządem administracyjnym wielkiego księcia Konstantego. Od 1832 weszła w skład Kraju Południowo-Zachodniego (generał-gubernatorstwo kijowskie).
Nadużycia ziemiaństwa w sprawie serwitutów spowodowały, że podolscy chłopi odpowiedzieli masowym niszczeniem łąk i zasiewów oraz podpaleniami w majątkach będących własnością tegoż ziemiaństwa. Aby zakończyć chłopski proceder władze państwowe 10 maja 1896 wprowadziły stan wyjątkowy w guberni podolskiej. Sytuacja nie została jednak opanowana, albowiem w latach 1900-1904 doszło do ponad 1000 buntów chłopskich przeciw nadużyciom jakich dopuszczało się ziemiaństwo w oparciu o wspomniane serwituty.
W latach 1918–1920 jednostka administracyjna Ukraińskiej Republiki Ludowej (przejściowo pod Zarządem Cywilnym Ziem Wołynia i Frontu Podolskiego), w latach 1921–1923 USRR. W 1923 z guberni podolskiej utworzono 6 okręgów USRR: hajsyński, kamieniecki, mohylowski, płoskirowski, tulczyński i winnicki.

## Podział administracyjny
W roku 1882 dzieliła się na następujące powiaty:
- bałcki,
- bracławski,
- hajsyński,
- jampolski,
- kamieniecki,
- latyczowski,
- lityński,
- mohylowski,
- olhopolski,
- płoskirowski,
- uszycki lub nowouszycki,
- winnicki

## Demografia
Według pierwszego spisu ludności Imperium Rosyjskiego z 1897 roku gubernię zamieszkiwało 3 018 299 osób. Respondenci zadeklarowali jako język ojczysty:
- ukraiński – 2 442 819 (80,93%)[4]
- jidysz – 369 306 (12,24%)
- rosyjski – 98 984 (3,28%)
- polski – 69 156 (2,29%)
- mołdawski – 26 764 (0,89%)
- niemiecki – 4 069 (0,13%)
- tatarski – 2296 (0,08%)

Według tegoż samego spisu podział wyznaniowy przedstawiał się następująco:
- prawosławni – 2 358 497 (78,14%)
- żydzi (wyznawcy judaizmu) – 370 612 (12,28%)
- katolicy – 262 738 (8,7%)[6]
- starowiercy – 18 849 (0,62%)
- protestanci – 3 876 (0,13%)
- muzułmanie – 3 460 (0,11%)
- inni – 2 283 (0,02%)

### Ludność w powiatach według deklarowanego języka ojczystego 1897[3]
| Powiat          | Ukraińcy | Żydzi | Rosjanie | Polacy | Mołdawianie i Rumuni |
| --------------- | -------- | ----- | -------- | ------ | -------------------- |
| Gubernia ogółem | 80,9%    | 12,2% | 3,3%     | 2,3%   | 0,9%                 |
| Bałcki          | 76,9%    | 13,6% | 3,9%     | 0,9%   | 4,5%                 |
| Bracławski      | 82,6%    | 11,6% | 3,3%     | 2,0%   | 0,1%                 |
| Winnicki        | 74,4%    | 12,4% | 7,1%     | 5,1%   | …                    |
| Hajsyński       | 86,3%    | 10,4% | 1,9%     | 1,2%   | …                    |
| Kamieniecki     | 78,9%    | 13,9% | 4,1%     | 2,7%   | …                    |
| Latyczowski     | 80,8%    | 13,2% | 3,7%     | 1,7%   | …                    |
| Lityński        | 83,1%    | 11,4% | 3,0%     | 2,1%   | 0,1%                 |
| Mohylowski      | 80,5%    | 14,5% | 2,8%     | 1,9%   | …                    |
| Olhopolski      | 81,6%    | 11,5% | 2,2%     | 1,5%   | 2,9%                 |
| Płoskirowski    | 78,1%    | 12,1% | 2,9%     | 6,4%   | …                    |
| Uszycki         | 84,6%    | 11,4% | 2,3%     | 1,2%   | …                    |
| Jampolski       | 85,7%    | 10,4% | 1,9%     | 1,8%   | …                    |

## Miasta

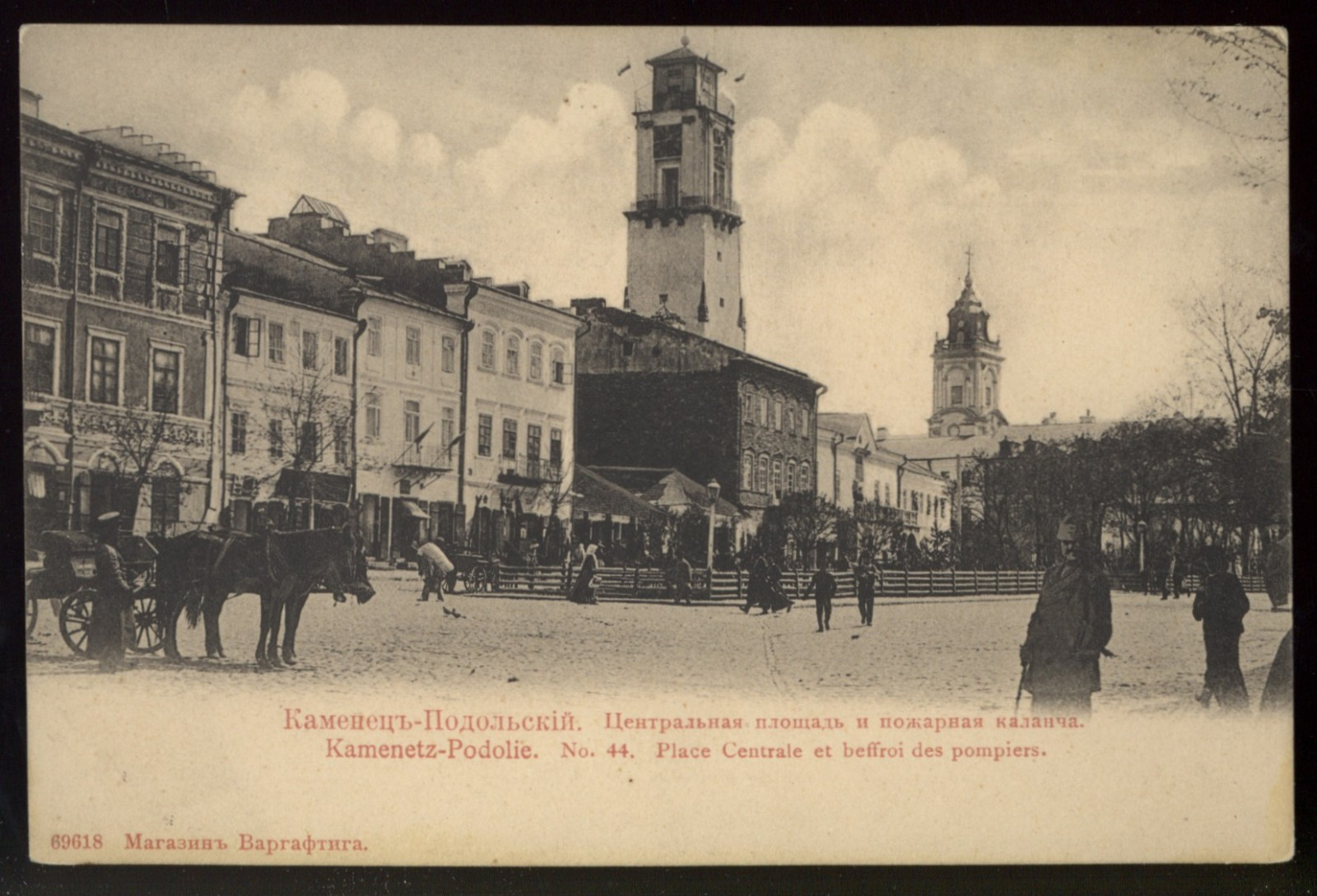
Kamieniec Podolski, ok. 1906

Największe miasta guberni w 1897 roku na podstawie danych z carskiego spisu powszechnego oraz porównanie przynależności administracyjnej przed rozbiorami Polski oraz przynależności państwowej w międzywojniu i współcześnie:
|     | miasto             | populacja | województwo (1771) | 1930 | 2016    |
| --- | ------------------ | --------- | ------------------ | ---- | ------- |
| 1.  | Kamieniec Podolski | 35 934    | podolskie          |      | Ukraina |
| 2.  | Winnica            | 30 563    | bracławskie        |      | Ukraina |
| 3.  | Bałta              | 23 363    | bracławskie        |      | Ukraina |
| 4.  | Płoskirów          | 22 855    | podolskie          |      | Ukraina |
| 5.  | Mohylów Podolski   | 22 315    | podolskie          |      | Ukraina |
| 6.  | Chmielnik          | 11 657    | podolskie          |      | Ukraina |
| 7.  | Bar                | 9 982     | podolskie          |      | Ukraina |
| 8.  | Lityn              | 9 420     | bracławskie        |      | Ukraina |
| 9.  | Hajsyn             | 9 374     | bracławskie        |      | Ukraina |
| 10. | Olhopol            | 8 134     | bracławskie        |      | Ukraina |